# Томас Стенлі, 1-й граф Дербі
Томас Стенлі, 1-й граф Дербі (англ. Thomas Stanley, 1st Earl of Derby; 1435–1504) — англійський аристократ, політичний діяч і воєначальник періоду війни Троянд. Відомий своєю роллю у визначальних подіях англійської історії, зокрема битві при Босворті.